# Ute Vogt
Ute Vogt (Heidelberg, 3 octobre 1964) est une avocate et femme politique allemande. Elle est membre du Parti social-démocrate d'Allemagne.